# Bertran del Falgar
Bertran del Falgar, identificabile con Bernart del Falgar (fl. 1335-1375), è stato un trovatore linguadociano del XIV secolo, probabilmente originario di Falga nel Tolosano o di Muret, di rango nobile (Seynor de Vilanova).
Delle sue opere ci restano due canso conservate in un solo manoscritto (Sg). Bertran venne premiato al Consistori de Tolosa in una data sconosciuta del XIV secolo con la canso "Aras can vey l'ivern baxar els crums" (sei coblas di otto versi e due di quattro).
L'altra canso di Bertran è Per ço car vey que voluntats amena
Guilhem Molinier, in un verso della sua Ayssi cum cel ques en bona gandida dice: "...no fa ges oblidar / Lo pros gentil eu Bertran del Falgar".